# William Barta
William Barta   (Boise, 4 de gener de 1996) és un ciclista estatunidenc, professional des del 2015. Actualment corre a l'equip Movistar Team. En el seu palmarès destaca una victòria d'etapa a la Volta a la Comunitat Valenciana del 2024

## Palmarès
- 2013
  - 1r a la San Dimas Stage Race júnior i vencedor d'una etapa
  - Vencedor d'una etapa al Tour de l'Abitibi
- 2014
  - Vencedor d'una etapa al Tour al País de Vaud
- 2024
  - Vencedor d'una etapa a la Volta a la Comunitat Valenciana

### Resultats al Giro d'Itàlia
- 2022. 59è de la classificació general
- 2023. 52è de la classificació general

### Resultats a la Volta a Espanya
- 2019. 131è de la classificació general
- 2020. 22è de la classificació general